# ノルハフィズ・ザマニ・ミスバー
ノルハフィズ・ザマニ・ミスバー（マレー語: Norhafiz Zamani Misbah、1981年7月15日 - ）は、マレーシアの元サッカー選手。元マレーシア代表。現役時代のポジションはDF。

## クラブ歴
2001年にヌグリ・スンビランFAで選手となった。この年に同国代表にも名を連ね、2001年東南アジア競技大会で一躍有名選手となった。
2005年にはパハンFAに高額移籍。パハンFAは彼について「今時のマレーシアで最も優秀なディフェンダー」だと評していた。その期待通りのパフォーマンスを見せ、東南アジアクラブ選手権にも出場した。その後、チームメイトであったインドラ・プトラ・マハユディンがセランゴールFAに移籍するとパフォーマンスが落ち、活躍出来ない日々が続いた。これによってパハンFAでの今後を憂えた彼は2009年にPLUS FCに移籍した。
2011年にはヌグリ・スンビランFAに復帰、3シーズンをここで過ごした。
その後2015年にケランタンFAに移籍した。2016年にはインドラ・プトラ・マハユディンが同クラブに加入し、再びチームメイトとなった。

## 代表歴
2001年東南アジア競技大会で有名選手となった彼は、決勝でタイ代表に敗北したものの、銀メダルを獲得した。
2002年にはブラジル代表との親善試合に招集された。ロナウドやロナウジーニョと云った面々のマークにつく4人のディフェンダーの1人に彼は選抜された。
AFCアジアカップ2007にも出場したものの、グループステージ全敗の結果に終わった。彼はこれについて「2018 FIFAワールドカップに出場する望みを抱く為には何かをしなくてはならない」と述べた。なお、その後のマレーシア代表は2018 FIFAワールドカップ・アジア2次予選で敗退した。
AFCアジアカップ2007での戦績は無残であったが、サチアナタン・バスカラン監督から2007年ムルデカ大会のオーバーエイジ枠として招集された。この時はミャンマー代表を3-1で下し優勝した。翌年のムルデカ大会ではマレーシア代表の決勝進出を助けたものの、PKを外して優勝を逃した。
2010年11月にはラヤゴパル・クリシュナサミ監督が彼を2010 AFFスズキカップに招集したものの、2010年東南アジア競技大会での怪我によってこれを辞退した。彼の代わりにはモハマド・ラズマン・ロスランが招集された。

### マレーシアリーグXI
マレーシアリーグXIとしても彼は出場経験がある。プレシーズンマッチではマンチェスター・ユナイテッドFCと対戦した。プレミアリーグ・アジアトロフィー2003ではチェルシーFCと対戦して敗北し、3位決定戦でバーミンガム・シティFCと戦った。この試合にも敗北したが、バーミンガム・シティFCの監督、スティーヴ・ブルースは記者に「マレーシアリーグXIの選手で印象に残った人を1人挙げてください」と言われた時に彼の名前を出した。その後、2009年7月にはマンチェスター・ユナイテッドFCとの2戦で主将を務めた。また、2011年7月21日のチェルシーFC戦でも主将を務めた。

## タイトル

### クラブ
ヌグリ・スンビランFA
- ピアラFAマレーシア: 2003
- マレーシアカップ: 2011

パハンFA
- マレーシア・スーパーリーグ: 2005
- ピアラFAマレーシア: 2006

ケランタンFA
- ピアラFAマレーシア: 2015

### 個人
- マレーシアサッカー協会最優秀ディフェンダー: 2011